# 1898 a filmművészetben

## Események
- április 4. – A francia Auguste Baron szabadalmaztatja hangosfilm készítésére alkalmas felvevőjét: a készülék a felvevőkamera sebességét elektromosan hozza összhangba egy gramofonéval.
- május 19. – New Yorkban a Vitagraph cég megkezdi működését.
- Véletlenül – egy filmszalag beragad a kamerába – Georges Méliès felfedezi a kettős exponálás trükkjét.

## Születések
- január 22. – Denise Legeay, francia színésznő († 1968)
- január 23. – Szergej Mihajlovics Eisenstein, orosz rendező († 1948)
- január 23. – Randolph Scott, amerikai színész († 1987)
- február 19. – Václav Wasserman, színész, forgatókönyvíró és rendező († 1967)
- március 11. – Dorothy Gish, amerikai színésznő († 1968)
- március 27. – Alma Mondd, amerikai színésznő († 1934)
- április 9. – Paul Robeson, amerikai énekes és színész († 1976)
- április 26. – John Grierson, dokumentumfilmes († 1972)
- május 16. – Mizogucsi Kendzsi, japán filmrendező és forgatókönyvíró († 1956)
- július 10. – Renée Björling, svéd színésznő († 1975)
- július 23. – Bengt Djurberg, svéd színész († 1941)
- augusztus 30. – Shirley Booth, amerikai színésznő († 1992)
- szeptember 14. – Hal B. Wallis, amerikai filmproducer († 1986)
- szeptember 23.  – Jadwiga Smosarska, lengyel színésznő († 1971)
- október 3. – Leo McCarey, amerikai rendező († 1969)
- október 18. – Lotte Lenya, német énekesnő, színésznő († 1981)
- november 8. – Hegedűs Tibor, magyar színész, érdemes művész († 1984)
- november 11. – René Clair, francia filmrendező († 1981)
- november 17. – Peti Sándor, színész, színészpedagógus, érdemes művész († 1973)
- december 20. – Irene Dunne, amerikai színésznő († 1990)